# 라디그 및 내부 도서 구
라디그 및 내부 도서 구는 세이셸을 구성하는 25개 구 가운데 하나로 라디그섬과 내부 도서에 위치한다. 면적은 41.8km2, 인구는 3,506명(2012년 기준)이다.